# Сарабанда и шествие (Бузони)
Сарабанда и шествие (нем. Sarabande und Cortège) Op. 51 — произведение Ферруччо Бузони для симфонического оркестра, написанное в 1918—1919 гг. Примерная продолжительность звучания 18 минут (по 9 минут каждая часть).
Авторский подзаголовок «Два этюда к Доктору Фаусту» (нем. Zwei Studien zu Doktor Faust) указывает на то, что пьесы возникли в ходе работы композитора над оперой «Доктор Фауст», длившейся много лет, но так и не завершённой. Первая часть, Сарабанда, мыслилась первоначально как интермеццо между первым и вторым действиями оперы, вторая, Шествие, состоящая из пяти танцевальных эпизодов — полька, пастораль, качча, вальс и менуэт, — относилась к сцене при дворе герцогини Пармской, куда Мефистофель переносит Фауста. Вместе с тем две составные части произведения имеют подзаголовки Элегия № 5 и Элегия № 6, тем самым замыкая цикл симфонических элегий Бузони, в который входят также Элегическая колыбельная Op. 42, Симфонический ноктюрн Op. 43, Арлекинское рондо Op.46 и «Песня из хоровода духов» Op. 47.
«Мерцающей, полной теней, мрачной, но бесконечно тонкой» называет музыку Сарабанды и шествия современная критика.
Сочинение Бузони посвящено дирижёру Фолькмару Андреэ, под управлением которого оно было впервые исполнено в Цюрихе Оркестром Тонхалле 31 марта 1919 года, как подарок на день рождения композитора (1 апреля). Последовавшие исполнения в Берлине (при первом дирижировал автор, при втором — Вильгельм Фуртвенглер) вызвали смешанную реакцию публики и критики, и Бузони усомнился в том, что эти пьесы могут быть в полной мере восприняты отдельно от его масштабного замысла.
Среди коллективов, записавших Сарабанду и шествие, — Симфонический оркестр Берлинского радио под управлением Герда Альбрехта, Дрезденская государственная капелла под управлением Джузеппе Синополи, Симфонический оркестр Кёльнского радио под управлением Карло Марии Джулини, Симфонический оркестр Цинциннати под управлением Михаэля Гилена, Филармонический оркестр Би-Би-Си под управлением Неэме Ярви, Гонконгский филармонический оркестр под управлением Сэмюэла Вонга.